# Svrkyně
Obec Svrkyně se nachází v okrese Praha-západ, kraj Středočeský, asi 15 km severozápadně od centra Prahy. Žije zde 304 obyvatel.

## Historie
První písemná zmínka o obci pochází z roku 1311.

### Územněsprávní začlenění
Dějiny územněsprávního začleňování zahrnují období od roku 1850 do současnosti. V chronologickém přehledu je uvedena územně administrativní příslušnost obce (části obce) v roce, kdy ke změně došlo:
- 1850 země česká, kraj Praha, politický i soudní okres Smíchov[4]
- 1855 země česká, kraj Praha, soudní okres Smíchov
- 1868 země česká, politický i soudní okres Smíchov
- 1927 země česká, politický okres Praha-venkov, soudní okres Praha-západ[5]
- 1939 země česká, Oberlandrat Praha, politický okres Praha-venkov, soudní okres Praha-západ[6]
- 1942 země česká, Oberlandrat Praha, politický okres Praha-venkov-sever, soudní okres Praha-západ[7]
- 1945 země česká, správní okres Praha-venkov-sever, soudní okres Praha-západ[8]
- 1949 Pražský kraj, okres Praha-západ[9]
- 1960 Středočeský kraj, okres Praha-západ
- 2003 Středočeský kraj, obec s rozšířenou působností Černošice

### Rok 1932
V obci Svrkyně (přísl. Hole, 440 obyvatel) byly v roce 1932 evidovány tyto živnosti a obchody: kolář, 2 kováři, družstvo pro rozvod elektrické energie v Hole, 10 hostinců, 2 krejčí, mlýn, 2 obuvníci, pekař, pokrývač, 9 rolníků, řezník, sedlář, 2 obchody se smíšeným zbožím, trafika.

## Přírodní poměry
Západní částí katastrálního území Svrkyně protéká krátký úsek Zákolanského potoka, jehož břehy jsou zde chráněny v přírodní památce Zákolanský potok.

## Obyvatelstvo
Počet obyvatel je uváděn za Svrkyni podle výsledků sčítání lidu včetně místních části, které k nim v konkrétní době patří. Je patrné, že stejně jako v jiných menších obcí Česka počet obyvatel v posledních letech roste. V celé svrkyňské aglomeraci nicméně žije necelých 300 obyvatel.
| 1869 | 1880 | 1890 | 1900 | 1910 | 1921 | 1930 | 1950 | 1961 | 1970 | 1980 | 1991 | 2001 | 2011 |
| ---- | ---- | ---- | ---- | ---- | ---- | ---- | ---- | ---- | ---- | ---- | ---- | ---- | ---- |
| 276  | 294  | 333  | 336  | 341  | 308  | 317  | 231  | 298  | 237  | 235  | 211  | 215  | 264  |

| 1869 | 1880 | 1890 | 1900 | 1910 | 1921 | 1930 | 1950 | 1961 | 1970 | 1980 | 1991 | 2001 | 2011 |
| ---- | ---- | ---- | ---- | ---- | ---- | ---- | ---- | ---- | ---- | ---- | ---- | ---- | ---- |
| 35   | 35   | 38   | 40   | 43   | 45   | 52   | 65   | 79   | 66   | 64   | 75   | 80   | 88   |

## Pamětihodnosti
- Kostel svatého Michala na návsi
- křížek kousek od střelnice
- boží muka

## Části obce
Obec Svrkyně se skládá ze dvou částí na dvou katastrálních územích:
- Svrkyně (i název k. ú.)
- Hole (k. ú. Hole u Svrkyně)

## Doprava
Dopravní síť
- Pozemní komunikace – Do obce vedou silnice III. třídy.
- Železnice – Železniční stanice na území obce není. Územím obce prochází železniční trať 121 Hostivice–Podlešín, ve vzdálenosti 2 km od obce je na ní železniční stanice Noutonice.

Veřejná doprava 2011
- Autobusová doprava – V obci má zastávku příměstská autobusová linka 350 Praha,Dejvická–Okoř-(Kladno Oaza ve všedních dne o víkendech nikoli) (denně mnoho spojů) (dopravce ČSAD MHD Kladno).

## Galerie

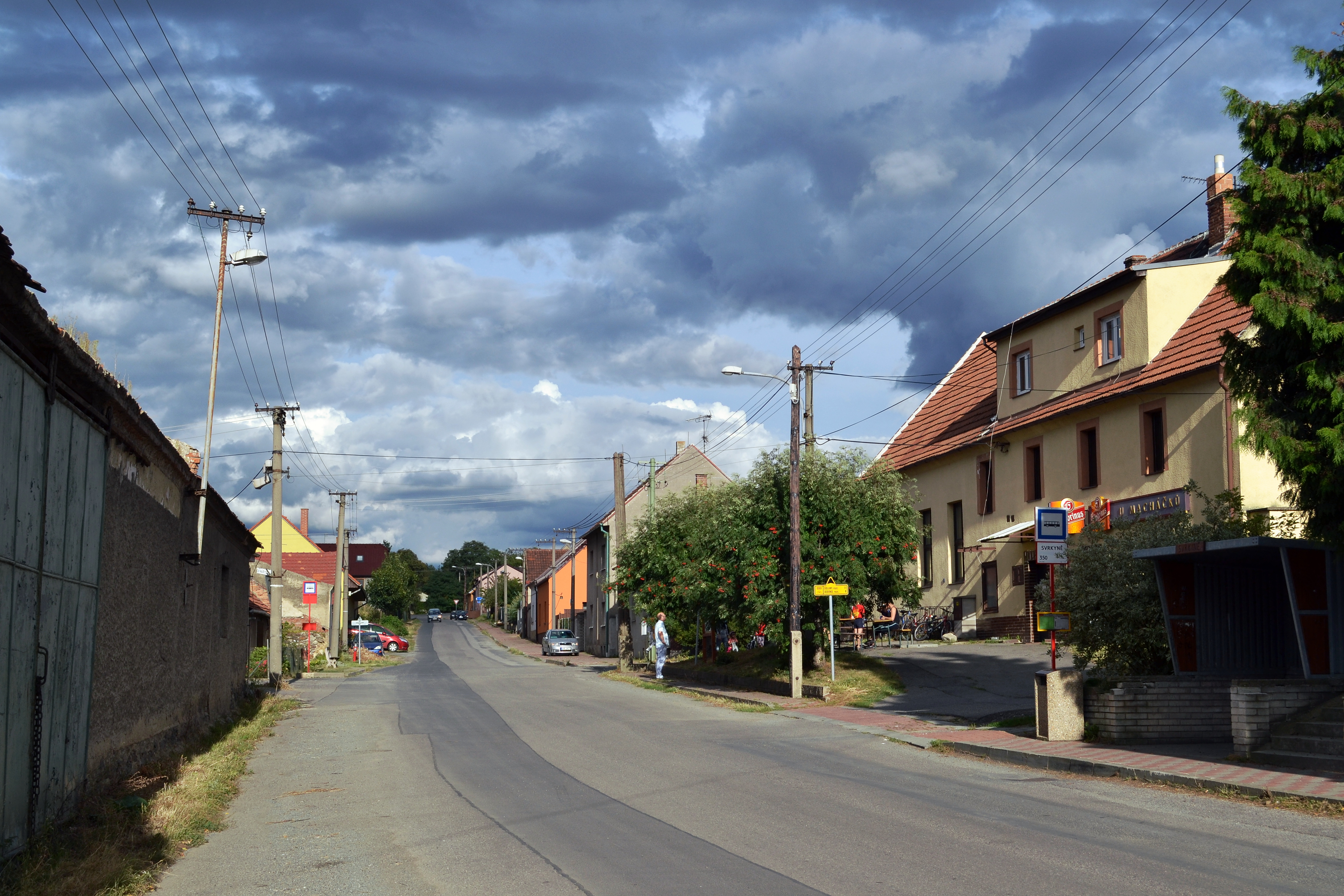
Hlavní ulice procházející obcí
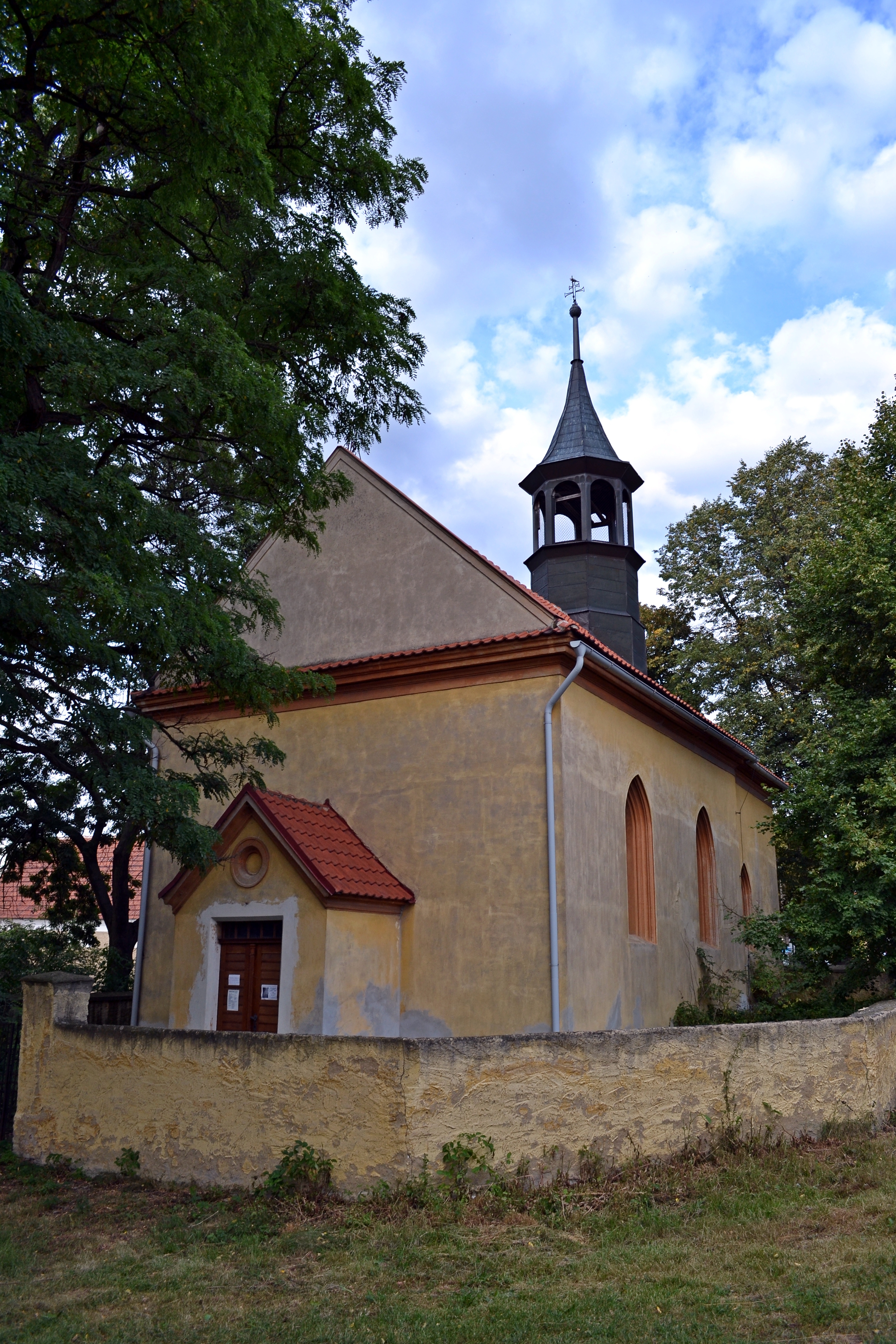
Kostel sv. Michala na návsi
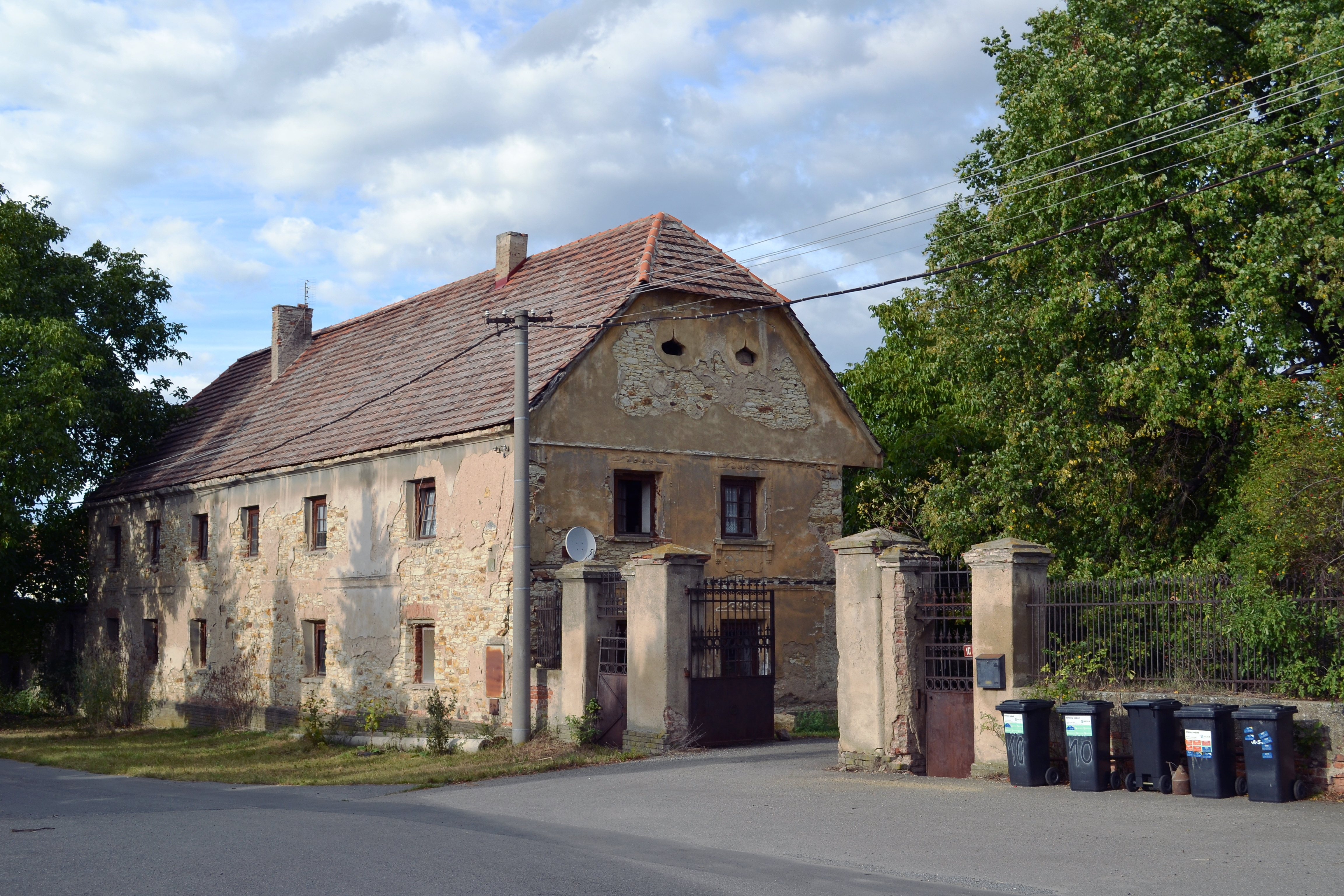
Hospodářská budova
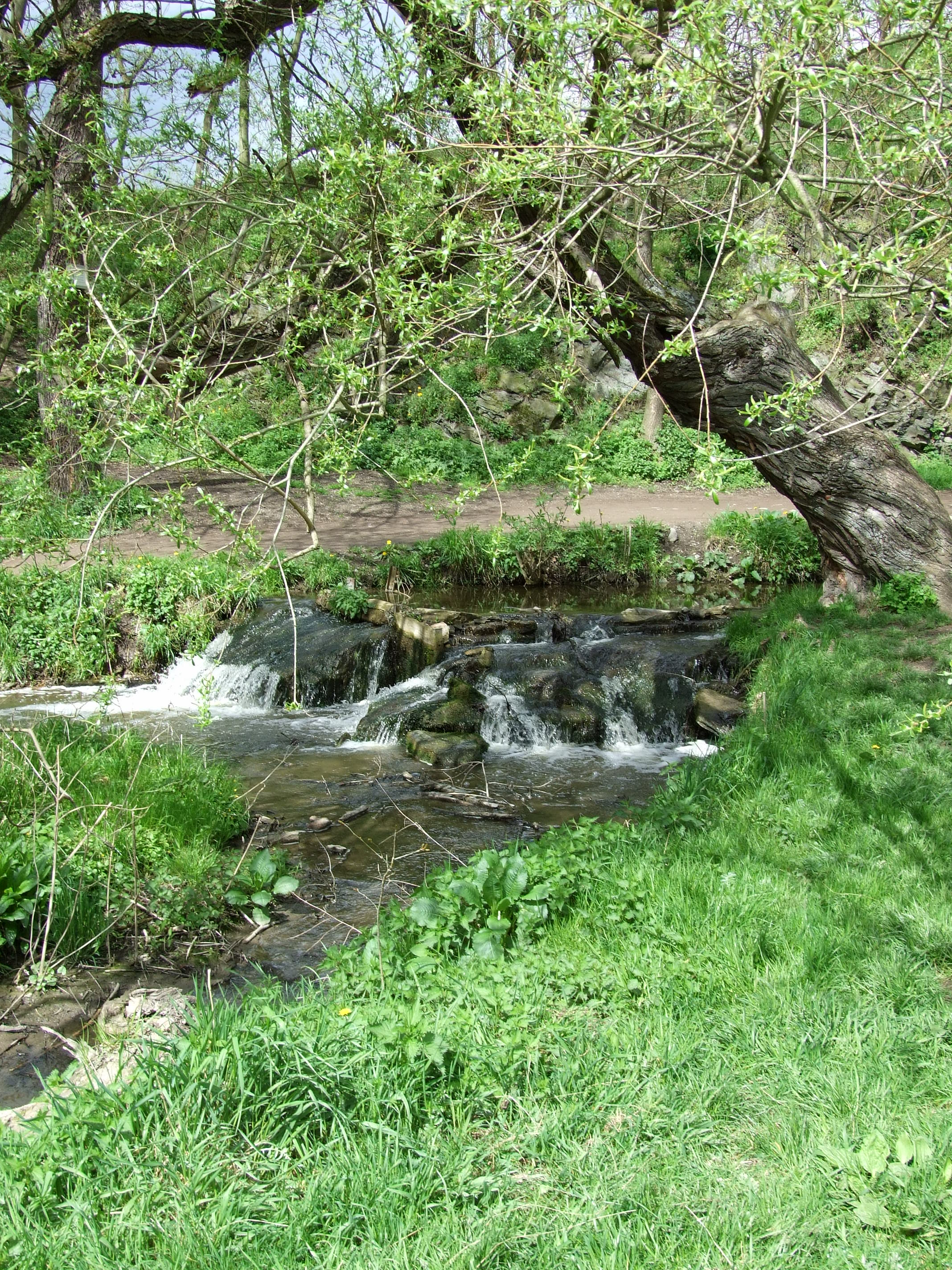
Zákolanský potok nedaleko Svrkyně